# Рупя (крепость, Румыния)
Рупя (Цитадель Рупя; рум. Cetatea Rupea, нем. Burg Reps, венг. Khalmi vár) — старинная крепость на базальтовой 120-метровой скале в западной части города Рупя, в 70 км к северу от города Брашов на древнем пути в сторону Сигишоара в центральной части Румынии. В результате раскопок на месте крепости обнаружены остатки поселений, относящиеся к палеолиту и раннему неолиту.
Нынешняя крепость построена на руинах бывшего дакийского оборонительного сооружения, захваченного римскими легионерами. Название происходит от латинского rupes — «камень». С 10 века крепость систематически расширялась. Первое письменное свидетельство датируется 1324 годом, когда Трансильванские саксы восстали против короля Венгрии Карла I и укрылись в цитадели. C XIV века Рупя являлась важнейшим фортификационным сооружением региона, так как здесь проходили основные пути между Трансильванией, Молдовой и Валахией.
Популярная местная легенда гласит, что знаменитый царь Дакии Децебал именно здесь покончил жизнь самоубийством во время Второго дакийского похода Траяна (105–106). В ту эпоху крепость была известна под названием Рамидава.

## История

### Эпоха Античности
В ходе археологических раскопок в районе крепости обнаружены следы стоянки древнего человека. В частности были найдены каменные орудия труда, керамика, погребальные урны и пр. Находки позволяют уверенно утверждать, что в эпоху палеолита и раннего неолита (5500–3500 до н. э.) здесь находилось постоянное поселение. Во времена Дакийского царства на этих местах была построена цитадель, известная как Румидава (или Рамидава). После того, как дакийские земли были завоёваны Римом, легионеры построили здесь форт, получивший название Кастра Рупес (крепость из камня). Это укрепление входило в систему римской оборонительной линии, защищавшей торговые маршруты.

### Средние века
В Средние века первое письменное упоминание о крепости Рупя относится к документам, составленным в 1324 году. В них каменная твердыня именуется Сastrum Kuholm. В тот год потомки немецких колонистов (трансильванские саксы) подняли восстание против короля Венгрии Карла I, захватили цитадель и разместили там свой гарнизон. При этом, вероятно, уже с XII века у подножия горы, на которой находится крепость, существовал город.
Позднее крепость играла важную роль для отражения вторжений в центральную Европу армий османской империи. Между 1432 и 1437 годами Рупя была захвачена и разграблена турками.

### XVII-XVIII века

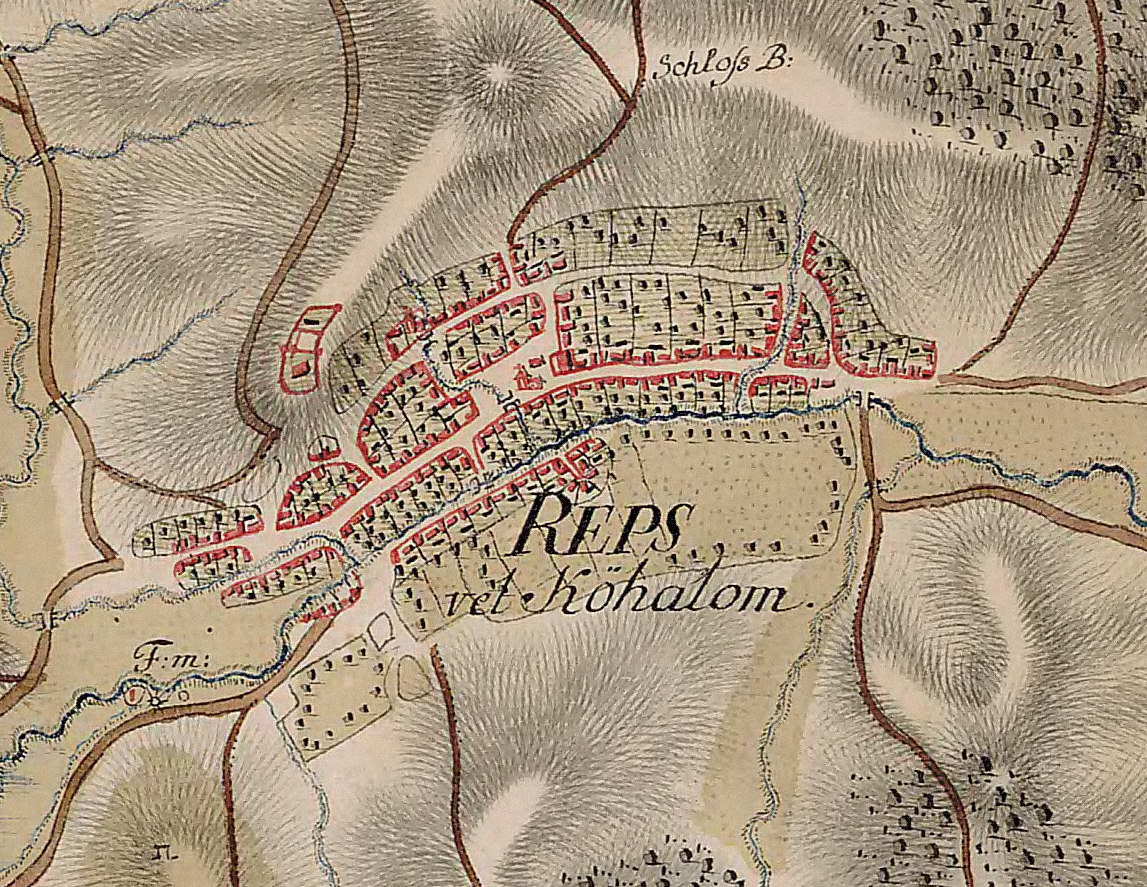
Старинная карта Рупя

Серьёзным недостатком крепости было отсутствие источников воды. И значит Рупя не могла выдержать продолжительную осаду. Эта проблема была решена в 1623 году, когда в скале прорубили колодец глубиной 59 метров. Эти работы заняли несколько месяцев. Инициатором строительства колодца стал Габор Бетлен
В 1643 году в восстановленной крепости произошёл разрушительный пожар. Его последствия были таковы, что цитадель превратилась в руины и была оставлена. Однако в конце XVII века окрестные жители из числа трансильванских саксов самостоятельно восстановили укрепления и стали их использовать как безопасное убежище во время вражеских вторжений. Позднее саксы без сопротивления передали крепость в руки Габсбургов и здесь был размещён гарнизон австрийских солдат.
В 1704 году крепость смогли без боя захватить куруцы — участники антигабсбургкого восстания.
Во время эпидемии чумы 1716 года в крепости пытались укрыться местные жители, считая, что сумеют спастись от заразы.
В 1788 году крепость вновь стала пристанищем для сотен местных жителей во время очередного турецкого вторжения. Однако в 1790 году после из-за сильного шторма с крепостных зданий сорвало крыши и цитадель снова оказалась заброшена.

### XIX-XX века
Долгое время цитадель лежала в руинах. При этом сам город Рупя превратился к XIX веке в один из преуспевающих городов Трансильвании. Основным населением при этом оставались этнические немцы. После Второй мировой войны почти все немцы были депортированы.
Во время коммунистического режима власти Румынии планировали снести руины крепости, чтобы начать здесь промышленную добычу базальта. К счастью от этих планов отказались. В 1954 году производились работы по частичному восстановлению каменных стен и консервации сохранившихся остатков фортификационных сооружений. Тем не менее к началу 1990-х годов крепость находилась в плачевном состоянии. От всех прежних построек оставалась в сохранности только одна из оборонительных башен.

### XXI век
В период с 2010 по 2013 год в руинах крепости Рупя проводились работы по комплексной реставрации. Были полностью восстановлены семь главных башен и жилые постройки внутри. Основная часть средств была предоставлена Евросоюзом в рамках программ по сохранению культурного наследия. Всего потратили более 32 миллиона леев. Торжественное открытие восстановленного комплекса состоялось 15 июня 2013 года. В этом же году 2013 году крепость посетили 61 тысяч туристов. В 2014 году число посетителей достигло 115 тысяч, а в 2015 года — превысило 150 тысяч.

## Описание
Крепость имеет форму восходящей спирали (раковины) и расположена на высоте более 500 метров над уровнем моря.
Рупя состоит из трёх автономных объектов: Верхняя крепость (цитадель), Средняя крепость, Нижняя крепость и форбург. Каждый окружён каменной стеной. Башни строились в разное время, постоянно усиливая оборонительные возможности твердыни. Верхняя крепость была построена, вероятно, уже в X веке. К XIII веку цитадель расширили, а её укрепления сделали мощнее. При этом стены и башни возводились в соответствии с немецкими средневековыми традициями. В последующем появилась средняя крепость, в которой могли найти спасение во время вражеских нападений сотни окрестных жителей. Вероятно, как в случае со строительством крепости Рышнов, крестьяне сами стали инициаторами этих работ.
Верхняя крепость имеет площадь более 1500 кв. метров. Здесь восстановлены здания, которые в Средние века служили пристанищем для беженцев от вражеских набегов. В более поздние времена в цитадели проживали представители знати и комендант. Средняя крепость появилась в XV веке, а вскоре возник и форбург. Вход в Среднюю крепость был возможен через уникальную пятиугольную башню с воротами. В XVIII веке весь комплекс был значительно расширен.

## Современное использование
Внутри комплекса расположено несколько постоянных экспозиций, посвящённых истории крепости, города и региона.
С 2013 года в крепости проводятся исторические и музыкальные фестивали. В частности здесь проходили торжества в честь композитора Вильгельма Георга Бергера, который родился в городе Рупя в 1929 году.

## Галерея

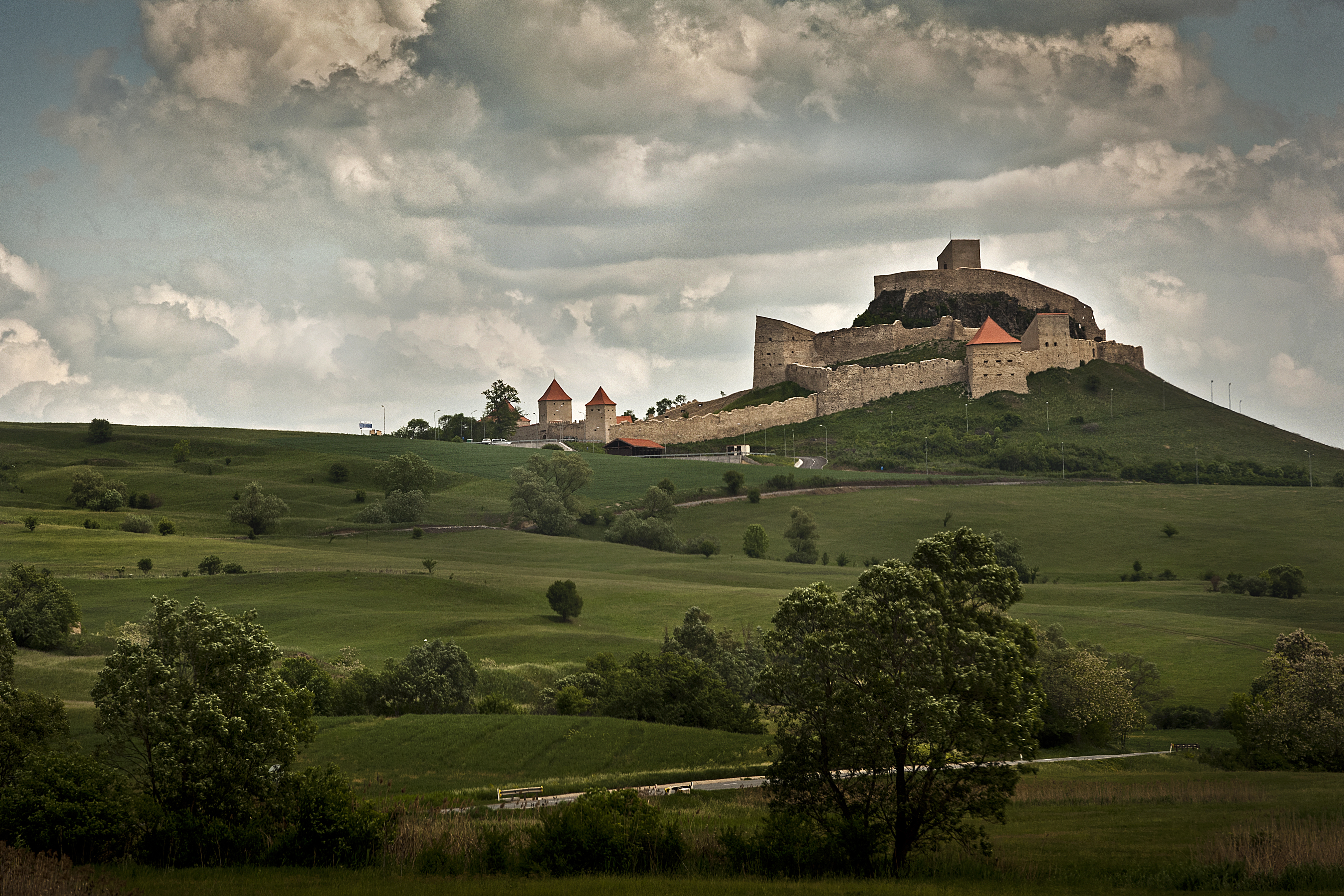
Общий вид крепости
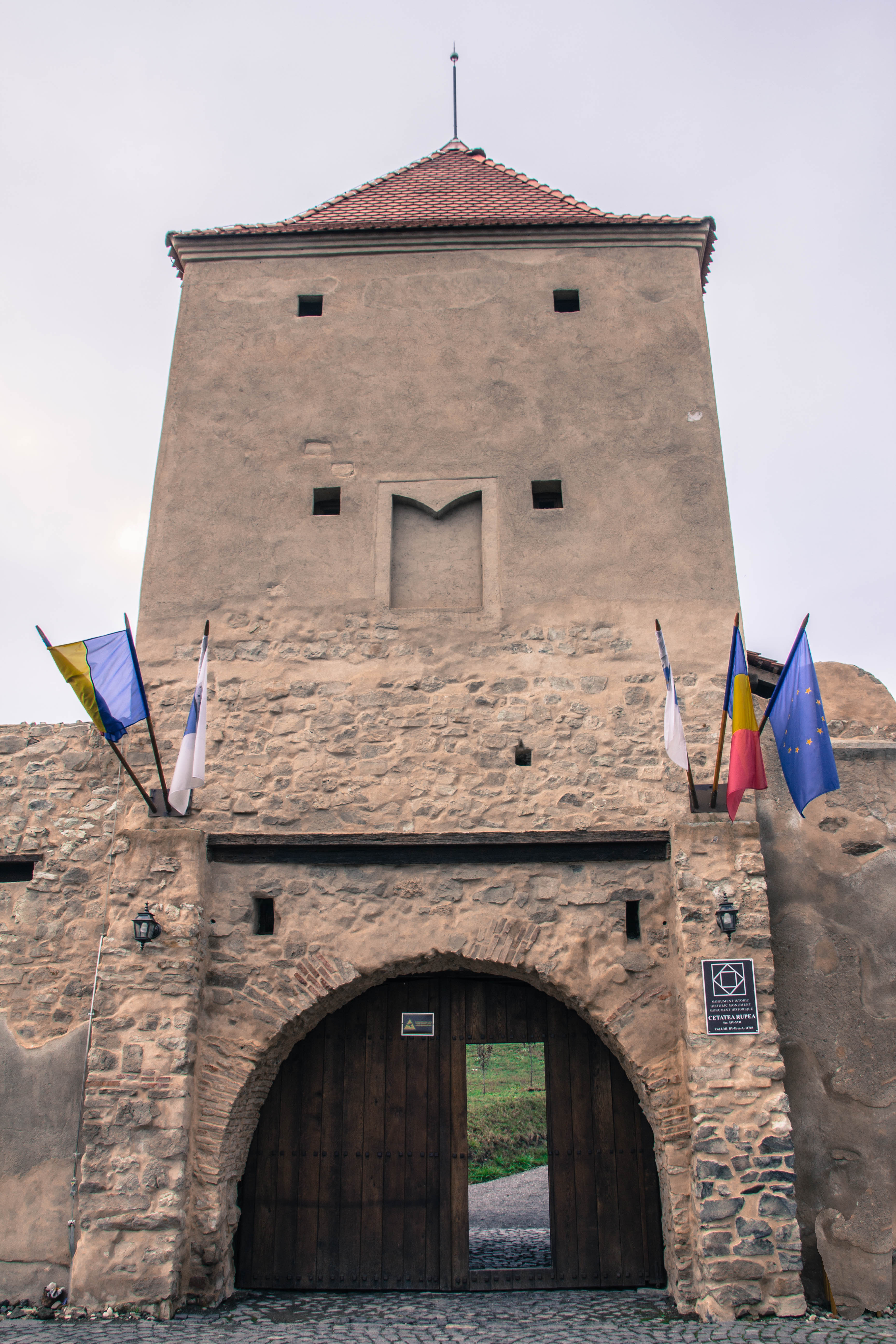
Ворота, ведущие в крепость
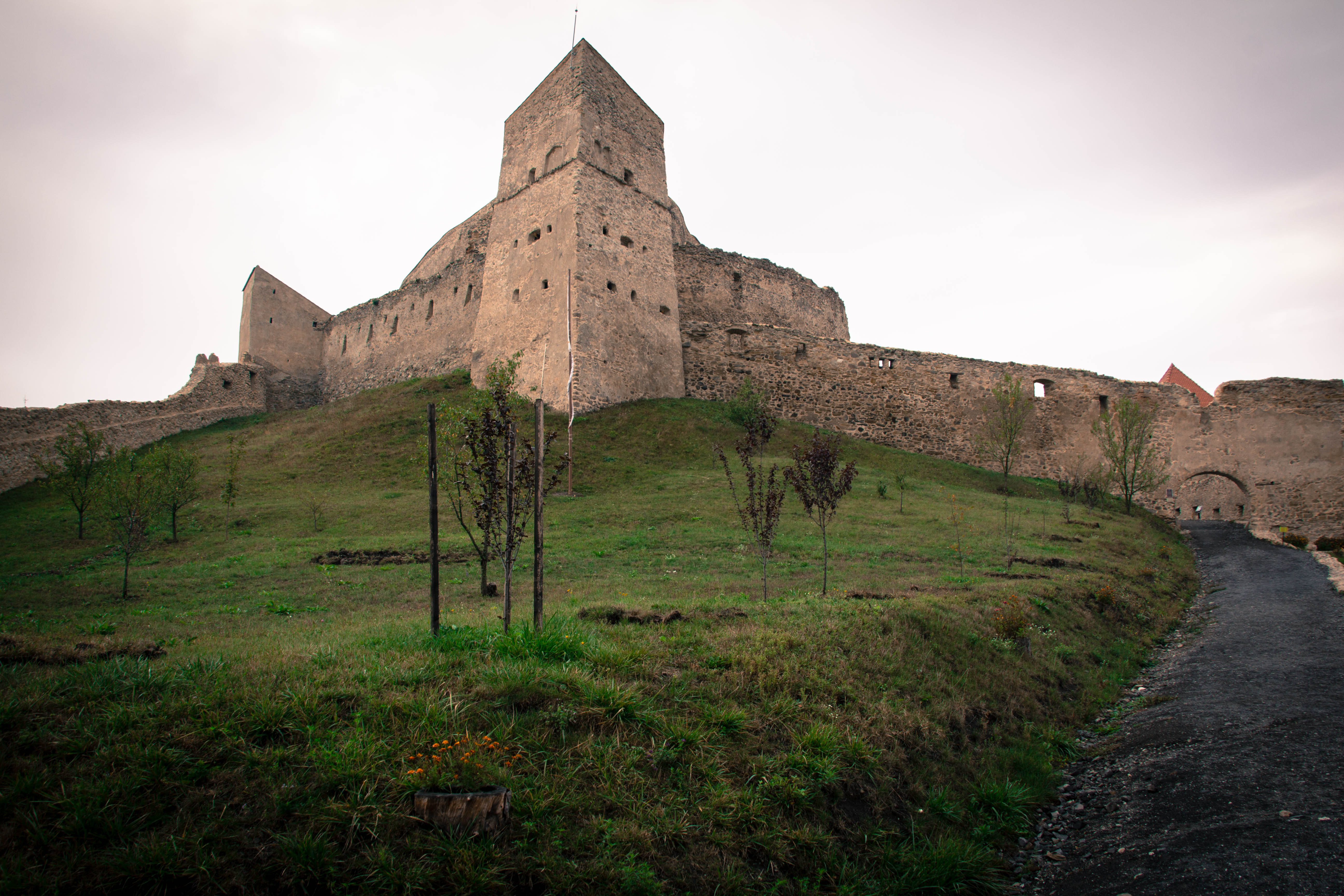
Угловая башня крепости
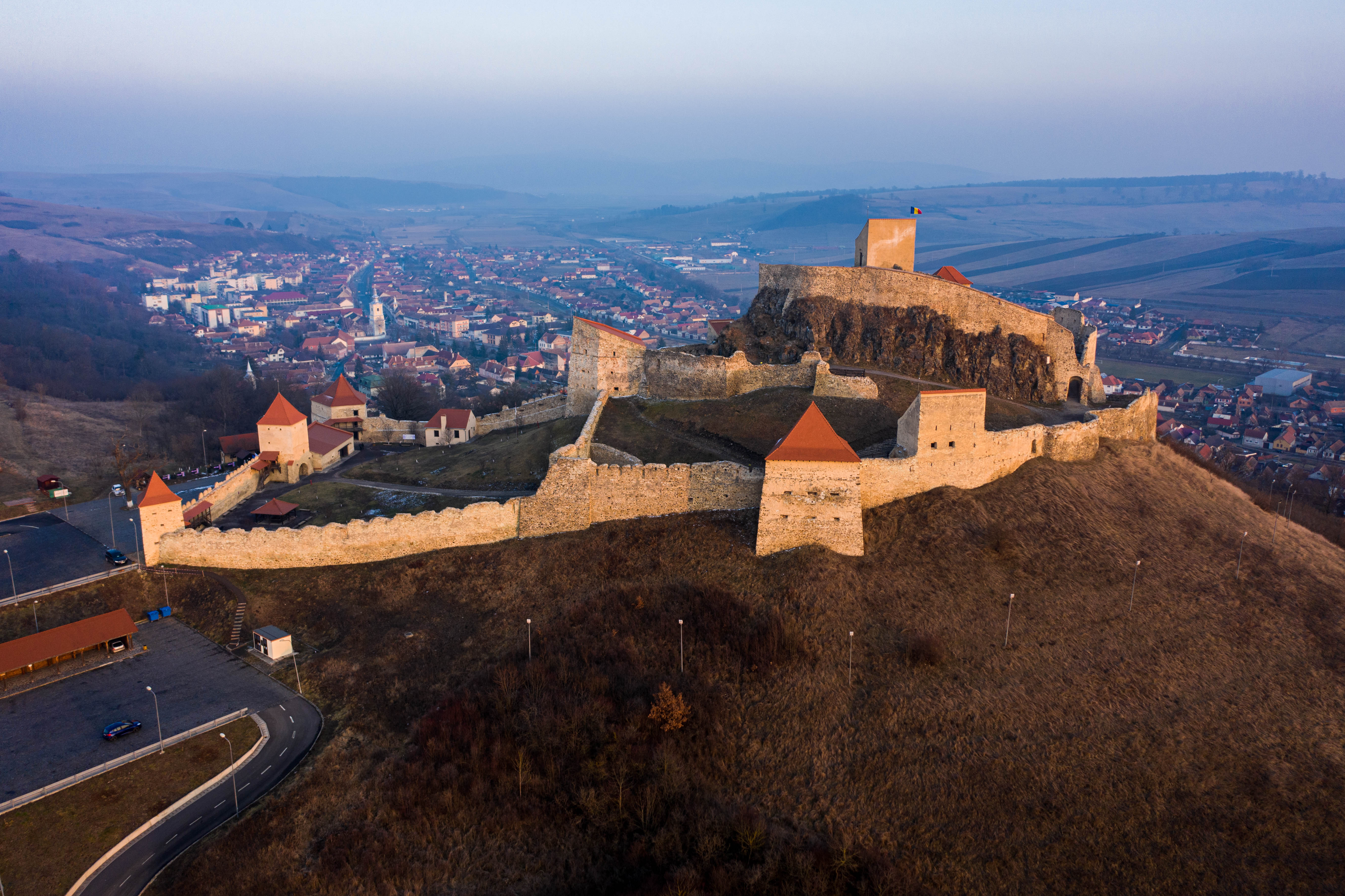
Вид крепости с западной стороны
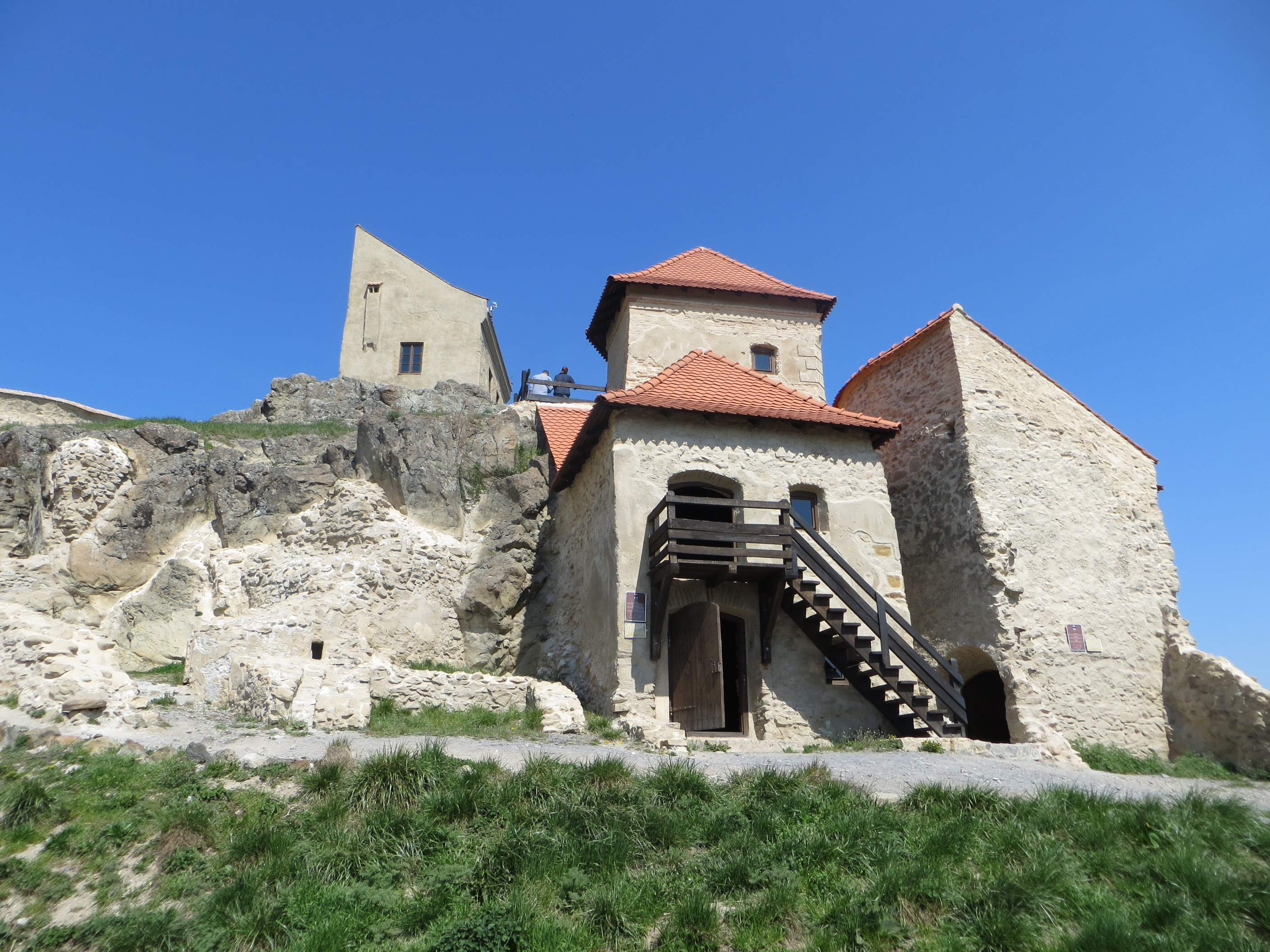
Здания внутри крепости